# روباه پرنده خاکستری
روباه پرنده خاکستری (نام علمی: Pteropus griseus) نام یک گونه از سرده روباه پرنده است.